# Нова Альдашла
Нова Альдашла́ (рос. Новая Альдашла, башк. Яңы Әлтәшле) — присілок у складі Гафурійського району Башкортостану, Росія. Входить до складу Ташлинської сільської ради.
Населення — 3 особи (2010; 4 в 2002).
Національний склад:
- башкири — 75%